# Банги (народ)
Банги (народ) — это группа народностей банту, проживающая в Демократической Республике Конго и Республике Конго. Вместе с родственными им нгомбе, лемуа, нгири (бангили), лои (балои), болоки и др. живут в Демократической Республике Конго по среднему течению реки Конго в Экваториальной провинции, в Республике Конго — между устьями рек Нкени и Алима и на правом берегу реки Конго. Большая часть (2,1 млн. человек) проживает в Демократической Республике Конго, остальные —  в Республике Конго 30 тыс. человек. Консолидируются в единую этническую общность на базе наиболее распространённого в Демократической Республике Конго языка лингала. Широко используется также язык мбанги-нтумба. Письменность основана на латинском алфавите. Сохраняются традиционные верования (культ предков,вера в магию, одушевлённых сил природы, фетишизм); значительное число банги исповедуют христианство (большинство — исповедуют католицизм, меньшинство — баптизм).
Этническая общность банги начала складываться в XIX веке. Во второй половине XX века значительная часть банги переселилась в города, где их основными занятиями стали торговля и промышленность.

##### Культура
Основные занятия банги в деревне — рыболовство на реке Конго и тропическое подсечно-огневое ручное земледелие (маниок, ямс, таро, арахис, тыквенные).
Деревни компактные, как правило состоят из 1—2 рядов жилищ вдоль реки. Жилища — прямоугольной формы. Построены из дерева, коры, пальмовых листьев. Крыша — высокая, двух- или четырёхскатная.
Традиционная одежда утрачена.
Банги по большей части употребляют растительную пищу (лепёшки из маниоковой муки — чихванга, каши, арахис, бананы), а также сушёную и копчёную рыбу.
Основу традиционной социальной организации бангов составляют деревенские общины, объединяющие ряд больших семей, счёт родства — патрилинейный. Брак — патрилокальный, распространена полигиния.
Большую роль для банги играют культ предков, колдуны «нганга».